# Omloop van het Waasland 1984
 De 20e editie van de Belgische wielerwedstrijd Omloop van het Waasland vond plaats op 18 maart 1984. De start en finish vonden plaats in Kemzeke. De winnaar was Yvan Lamote, gevolgd door William Tackaert en Joachim Schlaphoff.

## Uitslag
| Omloop van het Waasland 1984 |                    |                                |         |
| Plaats                       | Naam               | Ploeg                          | Tijd    |
| Winnaar                      | Yvan Lamote        | Splendor-Mondial Moquette-Marc | 4u45'0" |
| 2                            | William Tackaert   | Fangio-Marc-Ecoturbo           | z.t.    |
| 3                            | Joachim Schlaphoff | Dries-Verandalux-Gios          | z.t.    |

1965 · 1966 · 1967 · 1968 · 1969 · 1970 · 1971 · 1972 · 1973 · 1974 · 1975 · 1976 · 1977 · 1978 · 1979 · 1980 · 1981 · 1982 · 1983 · 1984 · 1985 · 1986 · 1987 · 1988 · 1989 · 1990 · 1991 · 1992 · 1993 · 1994 · 1995 · 1996 · 1997 · 1998 · 1999 · 2000 · 2001 · 2002 · 2003 · 2004 · 2005 · 2006 · 2007 · 2008 · 2009 · 2010 · 2011 · 2012 · 2013 · 2014 · 2015 · 2016 · 2017 · 2018 · 2019 · 2020 · 2021 · 2022 · 2023 · 2024